# آرند فان توفت
آرند فان توفت (هلندی: Arend van 't Hoft؛ زادهٔ ۳۱ اوت ۱۹۳۳) دوچرخه‌سوار اهل هلند است.